# Кубок Югославії з футболу 1930
Федеральний кубок Югославського футбольного союзу (хорв. Savezni kup JNS-a) — кубковий футбольний турнір у Королівстві Югославія, один з передвісників футбольного Кубка Югославії. Організований футбольним союзом країни для команд, що в тому році не виступали у вищому дивізіоні. Переможцем змагань став клуб САНД (Суботиця). Змагання почалося у регіональних групах, після чого визначились 16 команд, які грали на вибування за олімпійською системою. Більшість матчів були зіграні в липні-вересні 1930 року, проте обидва фінальні поєдинки відбулися у квітні 1931 року.

## Результати

### Кваліфікація
1 регіональна група  
| Дата       | Команда 1            | Команда 2             | Результат |
| ---------- | -------------------- | --------------------- | --------- |
| 27.07.1930 | Йосиф (Лесковаць)    | Юг (Скоп'є)           | 2:3       |
| 27.07.1930 | СК Бітолі            | ССК (Скоп'є)          | 1:5       |
| 27.07.1930 | Шумадія (Крагуєваць) | Гар Лазар (Крушеваць) | 0:1       |
| 27.07.1930 | Соко (Белград)       | Вікторія (Пожареваць) | 8:2       |

2 регіональна група  
| Дата       | Команда 1             | Команда 2                 | Результат |
| ---------- | --------------------- | ------------------------- | --------- |
| 27.07.1930 | ПСК (Панчево)         | Обилич (Белград)          | 3:4       |
| 27.07.1930 | Душан Сильний (Вршац) | Обилич (Великий Бечкерек) | 2:0       |
| 27.07.1930 | Граджянскі (Осієк)    | Мачва                     | 6:1       |
| 27.07.1930 | ССУ (Сомбор)          | Воєводина (Новий Сад)     | 3:0       |

3 регіональна група  
| Дата       | Команда 1            | Команда 2          | Результат |
| ---------- | -------------------- | ------------------ | --------- |
| 27.07.1930 | Бачка (Суботиця)     | Хайдук (Осієк)     | 3:4       |
| 27.07.1930 | Раднички (Новий Сад) | САНД (Суботиця)    | 1:4       |
| 27.07.1930 | Хайдук (Сараєво)     | Віртус (Сєтлина)   | 6:2       |
| 27.07.1930 | САШК (Сараєво)       | Балшич (Подгориця) | 1:5       |

4 регіональна група  
| Дата       | Команда 1                   | Команда 2            | Результат |
| ---------- | --------------------------- | -------------------- | --------- |
| 27.07.1930 | ССК Марібор                 | Примор'є (Любляна)   | 6:1       |
|            | Славія (Сісак)              | Граджянскі (Загреб)* | 3:0       |
|            | Марсонія (Славонський Брод) | ХАШК (Загреб)*       | 3:0       |
|            | Граджанскі (Карловаць)*     | Ілірія (Любляна)     | 0:3       |

- Клуби Граджянскі (Загреб), ХАШК (Загреб) і Граджанскі (Карловаць) відмовились від участі

### 1/8 фіналу
| Дата       | Команда 1             | Команда 2                   | Результат     |
| ---------- | --------------------- | --------------------------- | ------------- |
| 03.08.1930 | Гар Лазар (Крушеваць) | Соко (Белград)              | 2:5           |
| ?          | Душан Сильний (Вршац) | Обилич (Белград)            | 3:7           |
| ?          | Граджянскі (Осієк)    | ССУ (Сомбор)                | 4:0           |
| ?          | САНД (Суботиця)       | Хайдук (Осієк)              | 6:3           |
| ?          | САШК (Сараєво)        | Хайдук (Сараєво)            | 1:1, 2:0, 3:1 |
| 04.08.1930 | ССК (Скоп'є)          | [ Юг (Скоп'є)               | 2:1           |
| 17.08.1930 | ССК Марібор           | Ілірія (Любляна)            | 0:2           |
| 07.09.1930 | Славія (Сісак)*       | Марсонія (Славонський Брод) | 2:0           |

- Команда Славія (Сісак) була дискваліфікована через участь незаявлених гравців

### Чвертьфінали
| Дата       | Команда 1        | Команда 2          | Результат |
| ---------- | ---------------- | ------------------ | --------- |
| 10.08.1930 | ССК (Скоп'є)     | Соко (Белград)     | 2:6       |
| 17.08.1930 | САНД (Суботиця)  | Обілич (Белград)   | 2:1       |
| 24.08.1930 | САШК (Сараєво)   | Граджянскі (Осієк) | 3:2       |
|            | Ілірія (Любляна) |                    | без гри   |

### Півфінали
| Дата       | Команда 1        | Команда 2      | Результат |
| ---------- | ---------------- | -------------- | --------- |
| 21.09.1930 | САНД (Суботиця)  | Соко (Белград) | 3:2       |
| 22.09.1930 | Ілірія (Любляна) | САШК (Сараєво) | 2:4       |

### Фінал
| Дата                    | Команда 1       | Команда 2 | Результат      |
| ----------------------- | --------------- | --------- | -------------- |
| 19.04.1931 / 26.04.1931 | САНД (Суботиця) | 2:2, 2:1  | САШК (Сараєво) |